# NGC 3275
NGC 3275 este o astronomical radio source⁠(d) situată în constelația Mașina Pneumatică. A fost descoperită în 1 februarie 1835 de către John Herschel. Se află la o distanță de 44,2 de megaparseci de Pământ.